# Leucophanella subspiculosa
Leucophanella subspiculosa là một loài rêu trong họ Calymperaceae. Loài này được Müll. Hal. W. Schultze-Motel mô tả khoa học đầu tiên năm 1974.